# Luise Schmidt (Schriftstellerin)
Luise Schmidt (* 5. Mai 1955 als Eva-Luise Schmidt in Köln) ist eine deutsche Lyrikerin.

## Leben
Luise Schmidt wuchs in einem liberalen Elternhaus am Rand von Köln auf. Sie studierte Germanistik, Theaterwissenschaft, Kunstgeschichte und Völkerkunde an den Universitäten in Köln und Bonn. Anschließend lebte sie als freie Schriftstellerin in Köln. Seit 1979 veröffentlichte sie Gedichte in Zeitungen, Sammelwerken und Zeitschriften. Sie erhielt 1987 ein Rolf-Dieter-Brinkmann-Stipendium der Stadt Köln für Literatur und im selben Jahr den Förderpreis des Landes Nordrhein-Westfalen für junge Künstlerinnen und Künstler.
Für ihren Lyrikband Die Finsternis die freie Existenz wurde sie 1989 mit dem Peter-Huchel-Preis ausgezeichnet als erste Debütantin unter den Preisträgern, die alle bereits anerkannte Schriftsteller waren. Es ist ihr erster und einziger Gedichtband. In ihrer Dankesrede schilderte sie ihren Weg zum Schreiben. In ihrer Kindheit sei sie von Bildern von Menschen, die den Boden unter den Füßen verloren haben, fasziniert und erschreckt gewesen. „Die Türe schlägt zu und man stolpert schnell die Stufen hinunter, bis man ganz unten angekommen ist. Darüber hatte ich nicht viel gelernt. Jetzt lernte ich langsam, die Bilder auszuhalten, die nicht für mich vorbereitet waren, weder in Büchern noch in den wohlmeinenden Wörtern, die ich bis dahin kannte. Und langsam begann ich, nach Worten für diese Bilder zu suchen.“
Luise Schmidt stelle sich in die Tradition der Neuen Sachlichkeit, so Hannelore Schlaffer in ihrer Laudatio. Das Vokabular sei „das blasse, farblose, trockene der Alltagssprache [...] die inhaltlichen Motive aber entnimmt Luise Schmidt bestimmten gesellschaftlichen Situationen. Im Zusammenhang des Gedichts gerät das Allzuvertraute unversehens in eine geheimnisvolle Verwirrung. Aus der Sicherheit seiner eigenen Sprache gerät der Leser in die Unsicherheit, die das Gedicht inszeniert.“
Peter von Becker schrieb in der Zeit: „Luise Schmidt umwebt Motive der Politik und Zeitgeschichte eher mit einem Kokon aus privaten oder fiktiv-biographischen Anspielungen, Tagträumen, beiläufigen Aufzeichnungen und gesteigerten Schreck- und Sehnsuchtsbildern. [...] Nie wird es Kitsch, nicht immer drum Kunst. Ungewöhnlich und verheißungsvoll aber ist dieses Debüt allemal.“ Heinrich Vormweg wählte für sein Buch Verteidigung des Gedichts Luise Schmidts Titel gebendes Gedicht als eines aus, das er neben einem von Volker Braun u. a. zu einem außerordentlichen zählt. Er befindet: „Wort für Wort ist sie auf bitterste Art von heute.“

## Werke
- Die Finsternis die freie Existenz. Gedichte. Verlag Kiepenheuer & Witsch, Köln 1988, ISBN 3-462-01880-9.
- Luise Schmidt. Texte, Dokumente, Materialien. Aufsatzsammlung. Elster Verlag, Moos u. a. 1989, ISBN 3-89151-087-X.